# Listă de localități din raionul Rîșcani
Această listă conține satele și orașele din raionul Rîșcani, Republica Moldova.
| Denumire         | oraș / centru de comună / sat  |
| ---------------- | ------------------------------ |
| Alexăndrești     | centru de comună               |
| Aluniș           | sat (comună)                   |
| Armanca          | sat în comuna Vasileuți        |
| Avrămeni         | sat în comuna Braniște         |
| Bălanu Nou       | sat în Rîșcani                 |
| Borosenii Noi    | sat (comună)                   |
| Braniște         | centru de comună               |
| Bulhac           | sat în comuna Șumna            |
| Cepăria          | sat în comuna Șumna            |
| Ciobanovca       | sat în comuna Grinăuți         |
| Corlăteni        | sat (comună)                   |
| Costești         | oraș                           |
| Cucuieții Noi    | sat în comuna Alexăndrești     |
| Cucuieții Vechi  | sat în comuna Alexăndrești     |
| Dămășcani        | sat în Costești                |
| Druța            | sat în comuna Pociumbeni       |
| Dumeni           | sat în comuna Duruitoarea Nouă |
| Duruitoarea      | sat în Costești                |
| Duruitoarea Nouă | centru de comună               |
| Gălășeni         | centru de comună               |
| Grinăuți         | centru de comună               |
| Hiliuți          | sat (comună)                   |
| Horodiște        | sat (comună)                   |
| Ivănești         | sat în comuna Alexăndrești     |
| Lupăria          | sat în comuna Malinovscoe      |
| Malinovscoe      | centru de comună               |
| Mălăiești        | sat în comuna Gălășeni         |
| Mihăileni        | sat (comună)                   |
| Mihăilenii Noi   | sat în comuna Vasileuți        |
| Moșeni           | sat în comuna Vasileuți        |
| Nihoreni         | sat (comună)                   |
| Păscăuți         | sat în Costești                |
| Petrușeni        | sat (comună)                   |
| Pîrjota          | sat (comună)                   |
| Pociumbăuți      | sat (comună)                   |
| Pociumbeni       | centru de comună               |
| Proscureni       | sat în Costești                |
| Răcăria          | centru de comună               |
| Rămăzan          | sat în Rîșcani                 |
| Recea            | centru de comună               |
| Reteni           | sat în comuna Braniște         |
| Reteni-Vasileuți | sat în comuna Braniște         |
| Rîșcani          | oraș, reședință de raion       |
| Singureni        | sat (comună)                   |
| Slobozia-Recea   | sat în comuna Recea            |
| Sturzeni         | sat (comună)                   |
| Sverdiac         | sat în comuna Recea            |
| Șaptebani        | sat (comună)                   |
| Știubeieni       | sat în comuna Vasileuți        |
| Șumna            | centru de comună               |
| Ușurei           | sat în comuna Răcăria          |
| Vasileuți        | centru de comună               |
| Văratic          | sat (comună)                   |
| Zăicani          | sat (comună)                   |